# Smågökbi
Smågökbi (Nomada flavoguttata) är en biart som först beskrevs av William Kirby 1802. Den ingår i släktet gökbin och familjen långtungebin. Inga underarter finns listade i Catalogue of Life.

## Beskrivning
Ett avlångt, litet bi med en längd på 5 till 7 mm. Huvudet är övervägande svart; mundelarna och partiet mellan käkar och ögon är brunorange hos honan, gult hos hanen. Tillfälligtvis kan honan ha gul överläpp; normalt är den dock svart. Mellankroppen är svart, hos honan med röda teckningar. Bakkroppen är rödbrun med mindre, gula fläckar på tergiterna 2 och 3 hos honan, tergiterna 2 till 5 hos hanen. Den har dessutom ofta vaga, mörka tvärband.

## Ekologi
Smågökbiet bygger inga egna bon, utan larven lever som boparasit hos småsandbin, smultronsandbi (Andrena falsifica), småsandbi (Andrena minutula), morotssandbi (Andrena minutuloides), veronikasandbi (Andrena semilaevis) och lundsandbi (Andrena subopaca), där den dödar ägget eller larven och lever på det insamlade matförrådet. Arten håller till i habitat som jordbruksmark, ängar och annan betesmark, alvar, hedar, gles skog inklusive gläntor och skogsbryn, dikesrenar, ruderatmarker, men även människonära områden som parker och trädgårdar.
Arten har två generationer per år, och flyger från mars till september (april till augusti i norra delen av utbredningsområdet).

## Utbredning
Smågökbiet förekommer i hela Europa, söderut till Nordafrika och österut till västra Asien. Globalt sett är arten klassificerad som livskraftig.
I Sverige förekommer den i hela landet utom i fjällen; även där är den klassificerad som livskraftig.
I Finland är de flesta fynden gjorda i den södra delen av landet; i enstaka fall längre norrut, upp till södra Lappland, men de är mycket få. Även i Finland är arten klassificerad som livskraftig.